# Janne Haaland Matlary
Janne Haaland Matlary (ur. 27 kwietnia 1957) – profesor nauk politycznych na Uniwersytecie w Oslo. W latach 1997–2000 pełniła funkcję wiceministra spraw zagranicznych Norwegii. Jest członkiem Papieskiej Rady ds. Rodziny oraz IESE International Advisory Board (IAB).

## Życie prywatne
Wychowała się w rodzinie luterańskiej, po ukończeniu studiów przeszła na katolicyzm (1985). 
Od 1985 r. jest żoną Węgra, Arpada Ludviga Matlary i matką czworga dzieci.

## Publikacje
- Political Factors in Western European Gas Trade (NUPI rapport). Norsk Utenrikspolitisk Institutt, Oslo 1985. ISBN B0006EOPL0
- Norway's New Interdependence with the European Community: The Political and Economic Implications of Gas Trade. (NUPI rapport). Utenrikspolitisk Institutt, Oslo 1990. ISBN B0006EVW8E
- Energy Policy in the European Union. Palgrave Macmillan, 1997. ISBN 978-0-312-17295-4
- Intervention for Human Rights in Europe. Palgrave Macmillan, 2002. ISBN 978-0-333-79424-1
- Inna Love story (A Different Love Story). Wydawn. W Drodze, Poznań 2002. ISBN 83-7033-452-0
- Values and Weapons: From Humanitarian Intervention to Regime Change? Palgrave Macmillan, 2006. ISBN 978-1-4039-8716-7
- Faith through Reason. Gracewing Publishing, 2006, ISBN 978-0-85244-004-9 Preface by Joseph Ratzinger.
- When Might Becomes Human Right. Gracewing, 2007. ISBN 978-0-85244-031-5
- European Union Security Dynamics: In the New National Interest. Palgrave Macmillan, 2009. ISBN 978-0-230-52188-9